# Stadil Fjord
Der Stadil Fjord ist (trotz der Bezeichnung als Fjord) ein etwa 1730 Hektar großer Süßwassersee, der etwa 5 km nordwestlich von Ringkøbing und etwa zwei Kilometer vom Nordseestrand entfernt im dänischen Jütland liegt. Der See ist ein seichter See mit einer Maximaltiefe von gerade einmal 2,5 Metern. Im südöstlichen Teil liegt die etwa 100 ha große, öffentlich zugängige Insel Hindø, die mit dem Festland durch eine kleine Brücke verbunden ist.
Stadil Fjord, Ringkøbing Fjord und Vest Stadil Fjord waren ursprünglich eine große zusammenhängende Fläche, aber nach Entwässerungsmaßnahmen beschränkt sich die Verbindung zwischen den Fjorden auf einen engen Kanal aus dem Vest Stadil Fjord zum Stadil Fjord und dem Abfluss Vonå, der in den Ringkøbing Fjord fließt. Der Stadil Fjord nimmt darüber hinaus das Wasser der Flüsse Madum Å, Tim Å, Sund Å und Hover Å sowie einiger kleinerer Bäche auf. Zu Beginn der 1990er Jahre wurde der See durch große Mengen Stickstoff und Phosphor belastet, was zu einer schlechten Wasserqualität führte. Der See konnte jedoch gerettet werden und zählt heute zu den saubersten Seen Dänemarks.

## Ramsar-Gebiet
Der Stadil Fjord wurde zusammen mit dem Vest Stadil Fjord zu einem Ramsar-Gebiet, d. h. einem geschützten Feuchtgebiet von internationaler Bedeutung, ernannt.
Einige Kilometer südlich liegt der Ringkøbing Fjord, der ebenfalls ein Ramsar-Gebiet ist.

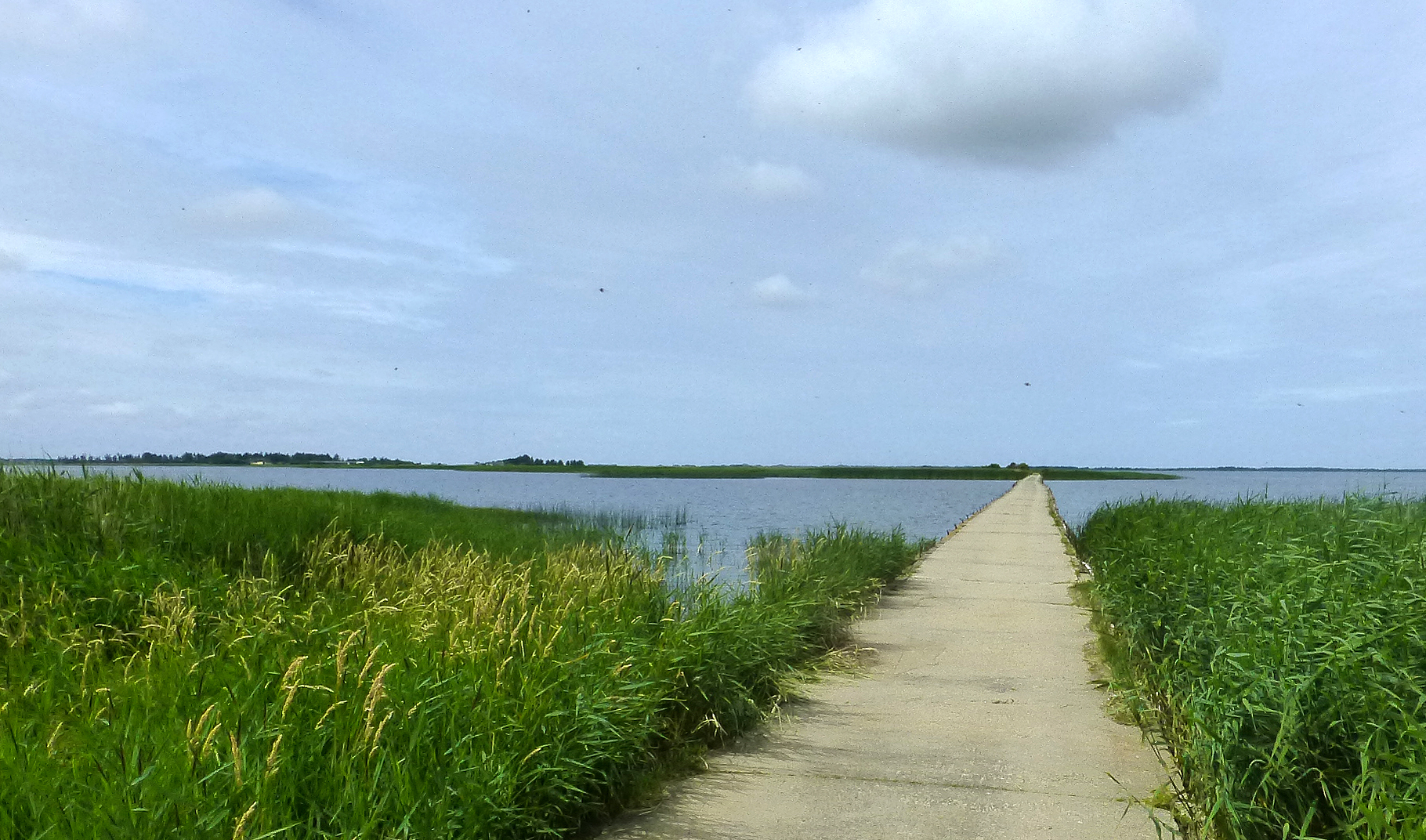
Brücke über den See zur Insel Hindø (Foto 2012)
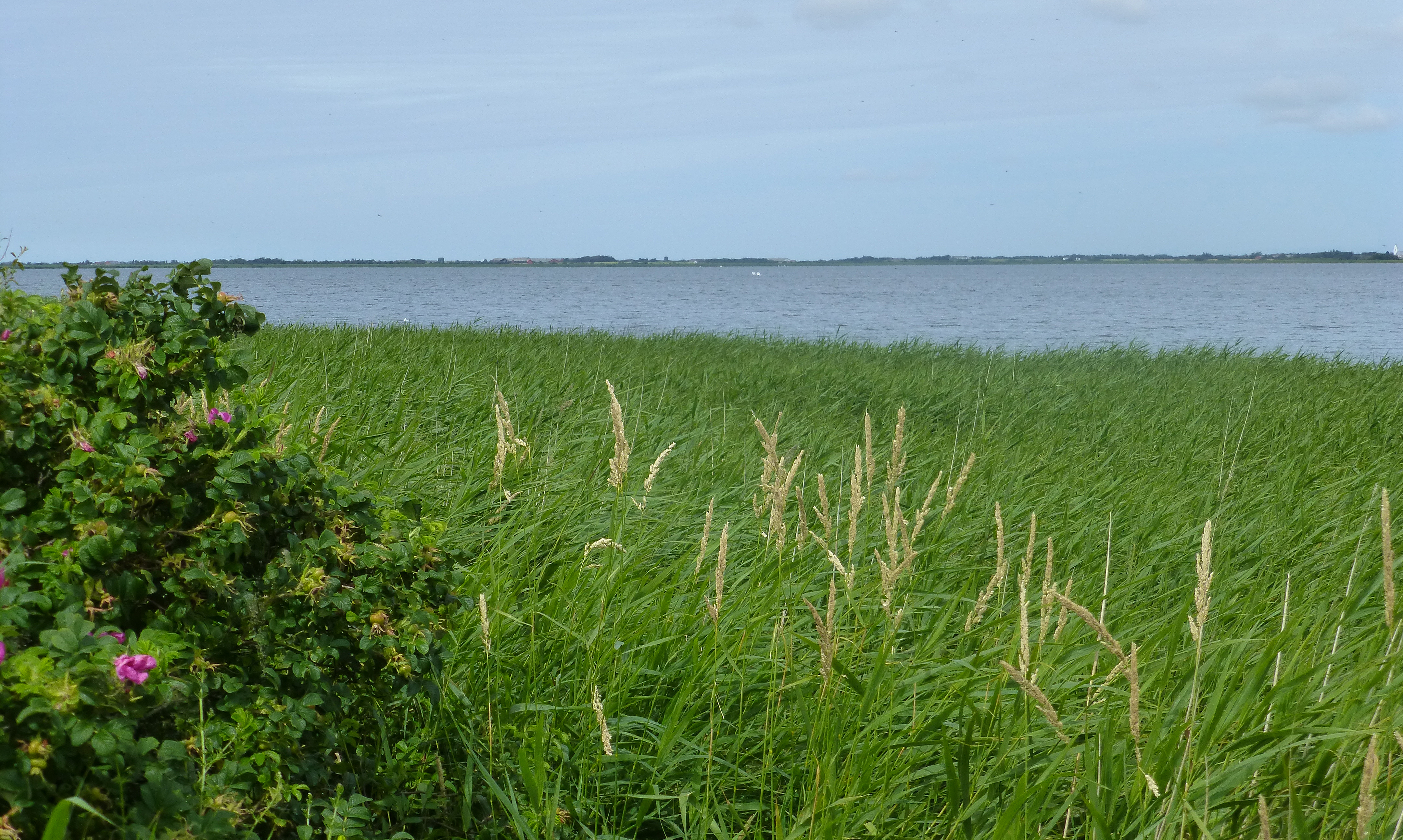
Blick von Hindø auf den Stadil Fjord (Foto 2012)
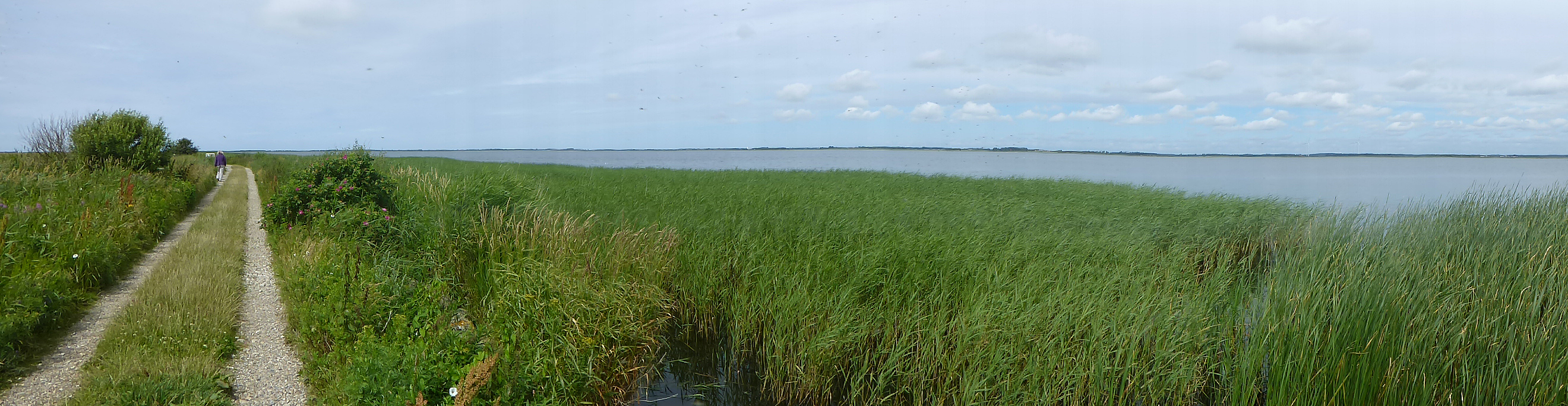
Der Stadil Fjord von Hindø aus gesehen (Foto 2012)